# Białka fuzyjne
Białka fuzyjne (białka chimeryczne) – białka powstające z połączenia 2 lub większej liczby genów, które pierwotnie były odpowiedzialne za produkcję niezależnych białek. Produktem genu fuzyjnego jest białko (polipeptyd), którego funkcja  jest w pewnym stopniu pochodną funkcji białek kodowanych przez geny wchodzące w skład takiego połączenia. 
W biotechnologii białka fuzyjne są tworzone, by zabezpieczyć pożądane produkty białkowe przed degradacją w komórce organizmu transformowanego. Białko powstałe z genu wprowadzonego do genomu bakterii bezpośrednio może być uznane przez bakterię za obce. Dlatego do białka będącego celem biosyntezy przyłącza się (na poziomie genu) białko bakteryjne (istotne jest przy tym zachowanie prawidłowej ramki odczytu). Powstałe białko fuzyjne jest rozpoznawane przez bakterię jako własne. Po jego wydzieleniu z hodowli, jest ono trawione specyficznym enzymem proteolitycznym, dając  pożądane białko rekombinowane.
Rekombinowane białka fuzyjne są produkowane metodami inżynierii genetycznej dla celów diagnostyki bądź terapii. Białka fuzyjne powstają także samorzutnie w wyniku mutacji, np. translokacji chromosomalnej. Niektóre z białek fuzyjnych są produktami ekspresji onkogenów i mają znaczenie w procesie nowotworzenia. Przykładem tego typu białka jest białko fuzyjne bcr-abl; jego powstawanie jest związane z defektem genetycznym występującym przy przewlekłej białaczce szpikowej.
Do 2005 roku wprowadzono trzy leki oparte na białkach fuzyjnych. Były to:
| nazwa białka        | nazwa handlowa |
| ------------------- | -------------- |
| alefacept           | Amevive        |
| Etanercept          | Enbrel         |
| Denileukin diftitox | Ontak          |